# 후쿠다 독트린

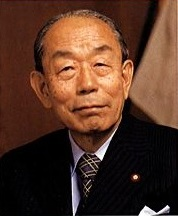
후쿠다 독트린의 창시자 다케오 후쿠다

후쿠다 독트린은 일본 총리 후쿠다 다케오가 발표한 대 동남아시아 외교 정책이다.

## 배경
제2차 세계 대전 이후 6.25 전쟁 전쟁특수로 경제적 발전을 다진 일본은, 1960년대와 1970년대를 거치며 경제 대국으로 발전할 수 있었다. 동아시아 내 가장 큰 경제적 영향력을 가진 국가로서, 당시 일본은 동남아시아 국가들과 후원자-수혜자 관계라는 다소 구시대적 관계를 가졌다. 1940년대에 일본제국이 고안한 대동아공영권으로 인해 침략당한 국가들의 상당수가 동남아시아 국가들이었다. 침략과 식민 지배라는 과거의 경험으로 인해서 1970년대 반일 감정이 고조되었으며, 당시 동남아시아 국가들에는 일본은 파트너가 아닌 경제 동물로 인식되었다.
또한 브레턴우즈 체제의 붕괴와 1970년대 에너지 위기는 일본으로 하여금 동남아시아라는 새로운 지역을 찾게 하였다. 이에 일본 총리 후쿠다 다케오는 1977년 필리핀의 수도 마닐라에서 이 독트린을 발표하였다. 후쿠다 독트린의 핵심은 포괄적 안전보장’의 일환으로 동남아시아 국가 연합과 경제협력을 강화하면서 협력 분야를 넓혀가는 것을 목표로 하였다. 이를 통해서 일본의 공적개발원조가 아세안 국가들에게 대거 투입되었으며, 일본의 고도 경제성장과 아세안의 경제발전을 동시에 견인하였다.

## 내용
First, Japan, a nation committed to peace, rejects the role of a military power, and on that basis is resolved to contribute to the peace and prosperity of Southeast Asia, and of the world community.

Second, Japan, as a true friend of the countries of Southeast Asia, will do its best for consolidating the relationship of mutual confidence and trust based on “heart-to-heart” understanding with these countries, in wide-ranging fields covering not only political and economic areas but also social and cultural areas.
Third, Japan will be an equal partner of ASEAN and its member countries, and cooperate positively with them in their own efforts to strengthen their solidarity and resilience, together with other nations of the like mind outside the region, while aiming at fostering a relationship based on mutual understanding with the nations of Indochina, and will thus contribute to the building of peace and prosperity throughout Southeast Asia..
 
첫째, 평화를 위해 헌신하는 일본은 군사대국의 역할을 거부하고 그 기반 위에서 동남아시아와 세계 공동체의 평화와 번영에 기여하기로 결심한다.
둘째, 일본은 동남아시아 국가들의 진정한 친구로서 정치적, 경제적 영역 뿐만 아니라 사회적, 문화적 영역을 아우르는 광범위한 분야에서 이들 국가들과 '마음과 마음'의 이해를 바탕으로 상호 신뢰와 신뢰의 관계를 공고히 하기 위해 최선을 다할 것이다.
셋째, 일본은 아세안 및 회원국의 동등한 파트너가 되어 역내 다른 국가들과 함께 연대와 회복력을 강화하기 위한 자체 노력에 적극 협력하는 동시에, 인도차이나 국가들과의 상호 이해에 기반한 관계를 구축하는 것을 목표로 하며, 이를 통해 동남아시아 전체의 평화와 번영 구축에 기여할 것이다.
 — 《다케오 후쿠다 일본 총리》 1977 8월 18일, , 필리핀 마닐라에서 선언